# Mercat d'Olesa de Montserrat
El Mercat municipal d'Olesa de Montserrat és un gran edifici obert a quatre carrers i de notable llargària situat a la zona de l'Eixample d'Olesa de Montserrat (Baix Llobregat).
El mercat, obra de l'arquitecte Jeroni Martorell i Terrats, es va inaugurar l'1 d'octubre de 1932 i va ser ampliat quaranta anys després. És un edifici de planta rectangular, construït per a mercat. És fet amb maó i arrebossat. A la planta baixa, l'accés principal està precedit d'un porxo d'obertures d'arc de mig punt i sobresortint de la façana i en alçada de la teulada de la planta baixa. El mercat és una obra inclosa a l'Inventari del Patrimoni Arquitectònic de Catalunya.

## Galeria d'imatges

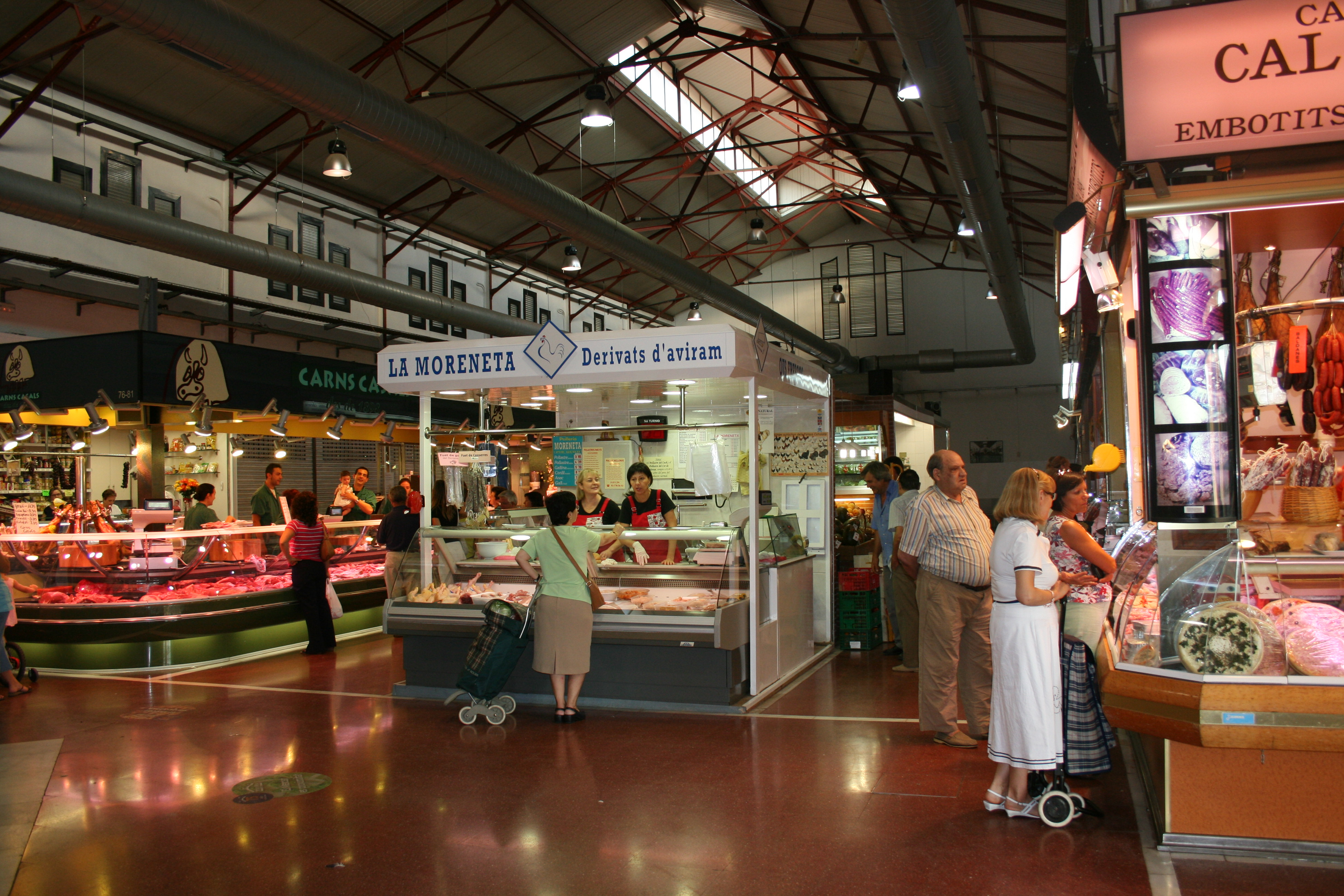
Interior del mercat